# Данай
Данай (греч. Δαναός) — персонаж греческой мифологии, эпоним данайцев. Царь Аргоса и отец Данаид. С его именем античные авторы связывают прогресс в кораблестроении, появление в Греции алфавита и атлетических состязаний.

## Происхождение
Данай был сыном египетского царя Бела и Анхинои, дочери речного бога Нила. По отцу он был правнуком Эпафа, сына Зевса от Ио, и происходил таким образом от первых царей Аргоса. Данай появился на свет вместе с братом-близнецом Эгиптом; его дядей был Агенор, двоюродным братом — основатель Семивратных Фив Кадм, двоюродной сестрой — Европа.
Существует альтернативная (предположительно, более старая) генеалогия, согласно которой Данай и Эгипт были сыновьями Ио, а не правнуками.

## Биография
Данай стал царём Ливии, тогда как Эгипт правил Аравией. После смерти Бела между братьями начались раздоры. Эгипт предложил брату в знак примирения женить пятьдесят своих сыновей на пятидесяти его дочерях, но Данай узнал из прорицания, что погибнет от руки собственного зятя (по другой версии, от руки племянника). Тогда он по совету Афины построил 50-весельный корабль с двумя носами и спасся бегством вместе с дочерьми. «Первый ватиканский мифограф» сообщает, что корабль назывался «Арго» по месту назначения, но это название, по-видимому, было позаимствовано из рассказа об аргонавтах.
В пути Данай сделал остановку на Родосе. Там умерли от мора три его дочери; в память о них Данай основал три города (Линд, Иалис и Камир). Построив святилище Афины и посвятив этой богине статую, он отправился дальше, в Арголиду, и пристал к берегу в месте, которое с тех пор называлось Апобатмы («Высадка»). Местным жителям Данай объявил, что боги избрали его царём Аргоса. Правивший тогда в этом городе Геланор поднял его на смех. Аргивяне всё-таки собрались, чтобы обсудить этот вопрос, но отложили решение до утра; а ночью с холмов к городской стене спустился волк и зарезал быка, возглавлявшего городское стадо. Аргивяне поняли это как знак богов о том, что пришелец захватит власть силой, если не принять его, и уговорили Геланора отречься. Так Данай стал царём Аргоса.
Будучи уверен, что в образе волка ему помог Аполлон, Данай построил храм Аполлона Ликийского («Волчьего»); во времена Павсания в этом храме ещё стоял трон Даная. Новый царь построил также храм Афины и городскую цитадель, научил жителей прежде безводного Аргоса рыть колодцы, разослал своих дочерей по округе на поиски источников воды. Согласно одному из вариантов мифа, Данаида Амимона во время этих поисков стала возлюбленной Посейдона, и тот, ударив трезубцем в скалу, открыл путь для ручья, ставшего источником реки Лерна. Данай стал настолько могущественным царём, что все пеласги Греции с этого времени называли себя данайцами.
Тем временем в Арголиду прибыли пятьдесят Эгиптиадов (сыновей Эгипта), которые требовали от дяди организовать их свадьбу с Данаидами, а втайне хотели убить и Даная, и его дочерей в брачную ночь. Получив отказ, они осадили Аргос, и защитникам в конце концов пришлось сдаться, поскольку в городских колодцах не оказалось воды. Данай организовал брачные пары; в большинстве случаев он просто бросал жребий, а иногда руководствовался сходством имён гипотетических жениха и невесты или сходством общественных статусов их матерей. «Не веря их дружеским заверениям и одновременно затаив злобу в сердце, ибо он не забыл своего бегства», Данай решил расправиться с племянниками. Во время свадебного пира он раздал дочерям кинжалы или острые булавки, которые те спрятали в причёсках; в полночь, когда пары разошлись по своим покоям, Данаиды убили своих женихов. Головы Эгиптиадов были похоронены на берегу Лерны, а тела — у стен Аргоса.
Одна из Данаид, Гипермнестра, ослушалась отца и не стала убивать своего жениха, Линкея. Данай хотел её казнить, но аргосские судьи вынесли оправдательный приговор. После этого остальные Данаиды прошли обряд очищения в водах Лернейского озера, и отец решил в тот же день выдать их замуж снова. Для этого он устроил состязания в беге: претенденты получили право без свадебных даров выбирать невесту в той очередности, в которой они прибежали к финишу. Потенциальных женихов набралось всего несколько, поскольку мало кто хотел взять в жёны убийцу. Но на следующий день, когда выяснилось, что выданные замуж Данаиды не убили своих новоявленных супругов, появились новые претенденты, и Данай организовал второе состязание, по результатам которого мужей получили все его дочери. Согласно Гигину, сыгранная свадьба стала первой, на которой пели песни.
Позже Данай был убит своим племянником и зятем Линкеем. Его похоронили в центре рыночной площади Аргоса.

## Значение
Античные авторы связывают с именем Даная серьёзный культурный прогресс: этот герой привёз в Грецию алфавит, ввёл обычай петь песни на свадьбах, стал одним из основателей традиции атлетических состязаний, решил проблему водоснабжения, построил первый 50-вёсельный корабль. История о Данае и его дочерях легла в основу утраченной эпической поэмы «Данаиды», из которой черпали материал греческие поэты и драматурги классической эпохи. Трагедии под таким же названием написали Фриних, Эсхил и Тимесифей, комедию — Аристофан. Кроме того, Фриних создал трагедию «Египтяне», а Эсхил посвятил этому сюжету целую тетралогию, куда, кроме «Данаид», вошли ещё одни «Египтяне», а также трагедия «Просительницы» и сатировская драма «Амимона». Сохранился текст «Просительниц» (первой части цикла), в которых рассказывается о прибытии Даная с дочерьми в Арголиду.
Существует гипотеза, что Данай и Эгипт — это древние царские титулы.

## Семья
Наиболее полный список жён Даная, родивших ему пятьдесят дочерей, приводит Псевдо-Аполлодор: это Европа, Элефантида, гамадриады Атлантия и Феба, «эфиопянка», Мемфида, наяда Поликсо, Пиерия, Герса и Крино. Ферекид называет ещё Мелию, Гиппострат считает матерью всех данаид Европу.
Списки дочерей Даная, ставших невестами Эгиптиадов, сохранились в составе «Мифов» Псевдо-Гигина и «Мифологической библиотеки» Псевдо-Аполлодора. Псевдо-Гигин приводит сорок три имени, а на месте ещё семи имён у него лакуны; в списке Псевдо-Аполлодора пятьдесят Данаид. Амимона родила от Посейдона сына Навплия. Пощадившая своего мужа Гипермнестра стала матерью Абанта и предком множества героев, включая Персея и Геракла.

## В искусстве
В отличие от своих дочерей, отдельно изображается крайне редко.
Галерея истории древней живописи в Эрмитаже содержит его изображение.  На нем. Данай показывает аргосским грекам раскрашенные статуэтки египетских богов. Косвенное упоминание об этом есть у Павсания в «Описании Эллады»: «Самой большой достопримечательностью у аргосцев в городе является храм Аполлона-Ликийского (Хранителя от волков). Статуя, сохранившаяся до нашего времени, была творением афинянина Аттала, а первоначально и храм и деревянная статуя были посвящением Даная; я убежден, что тогда все статуи были деревянными, особенно египетские».